# Saint-Christophe-de-Chaulieu
Saint-Christophe-de-Chaulieu é uma comuna francesa na região administrativa da Normandia, no departamento Orne. Estende-se por uma área de 6,53 km². Em 2010 a comuna tinha 101 habitantes (densidade: 15,5 hab./km²).